# 소슬란 안디예프
소슬란 페트로비치 안디예프(러시아어: Сосла́н Петро́вич Анди́ев, 1952년 4월 21일~2018년 11월 22일)는 소련의 레슬링 선수이다. 1986년과 1980년 하계 올림픽 자유형 슈퍼헤비급에서 금메달을 획득했고 세계 선수권 대회에서 4회, 유럽 선수권 대회 3회 우승했다. 은퇴 후에는 레슬링 코치로 활동했고 고향인 북오세티야에서 체육행정인으로 활동했다. 1990년부터 1991년까지 소련 올림픽 위원회 부회장, 1992년부터 1998년까지 러시아 올림픽 위원회 부회장을 역임했고 2006년에 국제 레슬링 연맹 명예의 전당에 헌액되었다.